# Alexandra Emilianov
Alexandra Emilianov (n. 19 septembrie 1999, Chișinău, Republica Moldova) este o aruncătoare de disc din Republica Moldova.

## Carieră
A câștigat medalia de aur la Campionatele Mondiale de Juniori (U18) din 2015,, la Campionatele Europene de Juniori (U20) din 2017 și la Campionatele Mondiale de Juniori (U20) din 2018 la proba de aruncarea discului. În plus a câștigat medalia de aur la Campionatele Europene de Juniori (U18) din 2016 la proba de aruncarea greutății.
Pe 28 iunie 2021 a stabilit un nou record național cu o aruncare a discului de 64,40 m, obținând calificarea la Jocurile Olimpice de la Tokio, unde a ratat finala. La Campionatul Mondial din 2022 s-a clasat pe locul 13.
În 2024 atleta a stabilit un nou record național cu o aruncare de 64,42 m. La Campionatul European din 2024 de la Roma a obținut locul 11. În același an participat la Jocurile Olimpice de la Paris. S-a calificat în finală cu o aruncare de 64,33, ocupând locul 6 în calificări. În finală s-a clasat pe locul 11.
Alexandra Emilianov este fiica lui Ivan Emilianov, participant la patru ediții ale Jocurilor Olimpice.

## Realizări
| An   | Competiție                                 | Locație               | Loc | Eveniment | Note    |
| ---- | ------------------------------------------ | --------------------- | --- | --------- | ------- |
| 2015 | Festivalul Olimpic al Tineretului European | Tbilisi, Georgia      | 5   | greutate  | 15,37 m |
| 2015 | Festivalul Olimpic al Tineretului European | Tbilisi, Georgia      | 1   | disc      | 51,93 m |
| 2015 | Campionatul Mondial de Juniori (sub 18)    | Cali, Columbia        | 29  | greutate  | 13,78 m |
| 2015 | Campionatul Mondial de Juniori (sub 18)    | Cali, Columbia        | 1   | disc      | 52,78 m |
| 2016 | Campionatul European de Juniori (sub 18)   | Tbilisi, Georgia      | 1   | greutate  | 18,50 m |
| 2016 | Campionatul European de Juniori (sub 18)   | Tbilisi, Georgia      | 1   | disc      | 58,09 m |
| 2016 | Campionatul Mondial de Juniori (sub 20)    | Bydgoszcz, Polonia    | 3   | disc      | 53,08 m |
| 2017 | Campionatul European de Juniori (sub 20)   | Grosseto, Italia      | 1   | disc      | 56,38 m |
| 2018 | Campionatul Mondial de Juniori (sub 20)    | Tampere, Finlanda     | 1   | disc      | 57,89 m |
| 2018 | Campionatul European                       | Berlin, Germania      | 8   | disc      | 58,10 m |
| 2019 | Campionatul European de Tineret (sub 23)   | Gävle, Suedia         | 2   | disc      | 57,30 m |
| 2019 | Campionatul Mondial                        | Doha, Qatar           | 28  | disc      | 52,05 m |
| 2021 | Campionatul European de Tineret (sub 23)   | Tallinn, Estonia      | 10  | disc      | 49,30 m |
| 2021 | Jocurile Olimpice                          | Tokio, Japonia        | 30  | disc      | 54,57 m |
| 2022 | Campionatul Mondial                        | Eugene, Statele Unite | 13  | disc      | 60,67 m |
| 2024 | Campionatul European                       | Roma, Italia          | 11  | disc      | 60,24 m |
| 2024 | Jocurile Olimpice                          | Paris, Franța         | 11  | disc      | 58,08 m |

## Recorduri personale
| Probă    | Performanță | Dată            | Locație   |
| -------- | ----------- | --------------- | --------- |
| Disc     | 64,42 m RN  | 13 aprilie 2024 | Ramona    |
| Greutate | 17,25 m     | 15 mai 2021     | Manhattan |